# Протокол разногласий

Протокол разногласий — документ, составленный стороной, получившей проект договора (оферту), согласной заключить договор, но на иных условиях (всех или части), отличающихся от тех, которые содержались в проекте договора. Рассматривается в качестве новой оферты.
Сторона, получившая протокол разногласий, подписывает его в случае согласия с новой редакцией спорных условий. В результате — соответствующее условие договора будет действовать в редакции протокола разногласий, а не договора. Если часть предложенных условий не устраивает контрагента, то на протокол разногласий составляется протокол согласования (урегулирования) разногласий.
Протокол разногласий используется, как правило, в двух случаях:
1. Непосредственно для отражения разногласий в виде документа, что позволяет вести переписку не просто «записками» по факсу, электронной почте или надиктовыванием текста по телефону.
2. При использовании «типового» договора протокол разногласий позволяет в особых случаях выделить индивидуальные условия для данного контрагента.

В протоколе разногласий обязательно должны быть указаны дата и место его составления, номер и дата основного договора, наименования и реквизиты сторон, должностные лица, уполномоченные на подписание договора и протокола разногласий, а также реквизиты документов, удостоверяющих их полномочия.
Содержательная часть протокола разногласий отражает позицию несогласной стороны. Для этого обязательно приводится номер и формулировка спорного пункта в редакции проекта договора и в редакции стороны, составившей протокол разногласий. Часто содержательная часть оформляется в виде таблицы. В первой колонке указывается спорное условие договора, во второй — измененная формулировка, подлежащая согласованию. Ниже содержательной части ставятся подписи лиц, уполномоченных на подписание договора и протокола разногласий.